# Шемет, Владимир Михайлович

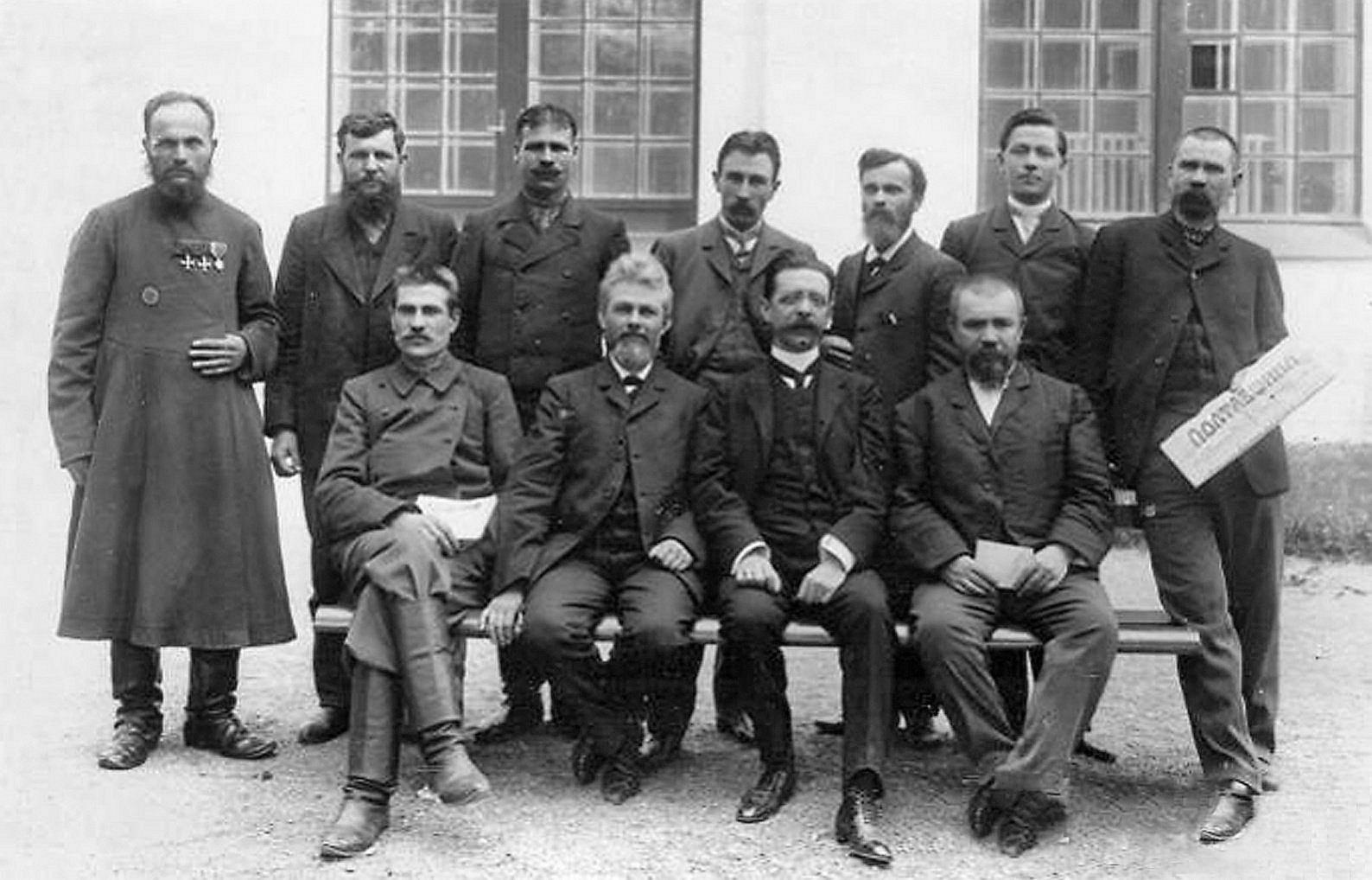
Члены государственной Думы Первого созыва от Полтавской губернии. Первый ряд — Ф. И. Дубовик, И. Н. Присецкий, Г. Б. Иоллос, Я. К. Имшенецкий. Второй ряд — И. П. Кириленко, М. Ф. Дьяченко, Н. С. Онацкий, В. М. Шемет, П. И. Чижевский, А. Е. Тесля, Н. В. Жигель

Владимир Михайлович Шемет (укр. Володи́мир Миха́йлович Ше́мет; 1 июля 1873, хутор Александровка Лубенского уезда Полтавской губернии — 14 мая 1933) — украинский общественно-политический деятель, активный участник украинского национального движения.

## Биография
Из дворян. Потомок старинного шляхетского рода Шемет-Кежгайло. Полтавский помещик. Брат украинских общественно-политических деятелей Сергея Михайловича и Николая Михайлович Шеметов.
Учился в гимназиях города Лубны и Санкт-Петербурга, поступил на юридический факультет Санкт-Петербургского университета, затем продолжил образование на естественном факультете Киевского университета Св. Владимира. Находился под надзором полиции ввиду «неблагонадежного поведения».
Взгляды Шемета сформировались под влиянием видного украинского общественного деятеля и писателя А. Я. Кониского и лидера украинского «самостийничества» Н. И. Михновского.
В 1896 организовал в Лубнах Гимназическую громаду, члены которой впоследствии разъезжались по университетам и становились инициаторами новых «молодых» громад. Был членом Братства Тарасовцев, ставившего в числе других целей — полную автономию Украины от Российской империи.
В 1903 году окончил Киевский университет. Служил в Министерстве земледелия инструктором по садоводству в Лохвицком уезде Полтавской губернии, уволен по указанию из Санкт-Петербурга.
С 1902 — гласный Лубенской городской думы. Один из основателей в 1902 году Украинской народной партии. Позже вступил в Украинскую демократическую радикальную партию (УДРП).
С начала революции 1905—1907 энергично способствовал изданию украиноязычной прессы, с 1905 издавал первую в Российской империи политическую газету на украинском языке «Хлiбороб», став её фактическим редактором и основным автором.
В 1906 году избирался депутатом I Государственной думы Российской империи от Полтавской губернии. Входил в группу Автономистов. Член комиссий: для составления проекта всеподданнейшего адреса, по гражданскому равенству. Подписал законопроект «О гражданском равенстве». Участвовал в прениях по аграрному вопросу. Один из основателей и лидеров Украинской громады, член её бюро. На собрании громады в начале июня 1906 г. зачитал проект её аграрной программы и заявил о необходимости скорейшего преобразования фракции в партию.
В числе 180 депутатов Думы подписал Выборгское воззвание, за что подвергся уголовному преследованию — был предан суду Особого присутствия Санкт-Петербургской судебной палаты, приговорëн к 3 месяцам тюрьмы и лишен избирательных прав.
За общественно-политическую деятельность в 1907—1909 гг. находился в тюрьмах и ссылке. Входил в Товарищество украинских прогрессистов. В годы первой мировой войны работал в «Обществе оказания помощи населению Юга России, пострадавшему от военных действий» (1915), занимаясь благотворительностью в пользу заложников и беженцев из Галиции.
Один из организаторов украинской частной гимназии в Киеве (1915—1916).
После Февральской революции 1917 — участник Всеукраинского съезда на Полтавщине (май 1917). В 1917 — депутат Центральной рады от Полтавской губернии, в июне 1917 — один из организаторов Украинской демократическо-хлеборобской партии, содействовавшей приходу к власти П. П. Скоропадского.
При Директории УНР находился на нелегальном положении.
При советской власти остался на родине, отошел от активной политической деятельности. В течение 1919—1923 гг работал в Комиссии по составлению словаря живого украинского языка при Украинской академии наук (УАН), собирал народные технические термины по столярному, плотницкому, строительному делу. Обвиненный в «националистическом уклоне», вынужден был оставить академическую работу. Последние десять лет жизни работал служащим в различных учреждениях. Умер в Киеве. Похоронен на Байковом кладбище (участок № 2).

## Память
В Полтаве существует переулок Братьев Шеметов, речь идёт о В. М. Шемете и его братьях Сергее и Николае.
В городе Лубны, полтавской области также существует улица Братьев Шеметов.